# Ptolemaeus (cráter)

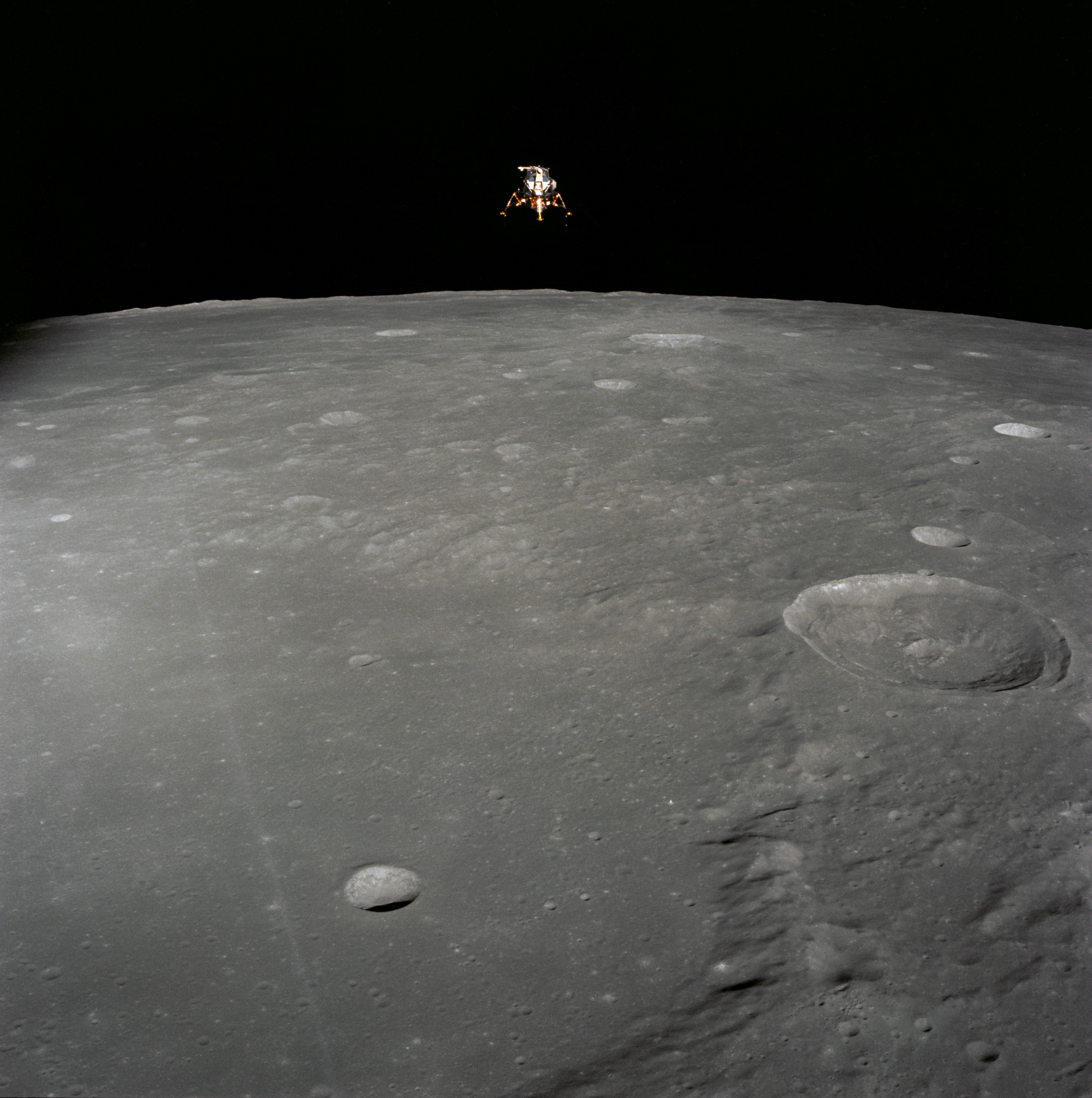
El Intrepid, el módulo lunar del Apolo 12 sobrevuela Ptolemaeus y el más pequeño Ammonius en su interior. Herschel yace a la derecha. Foto NASA.

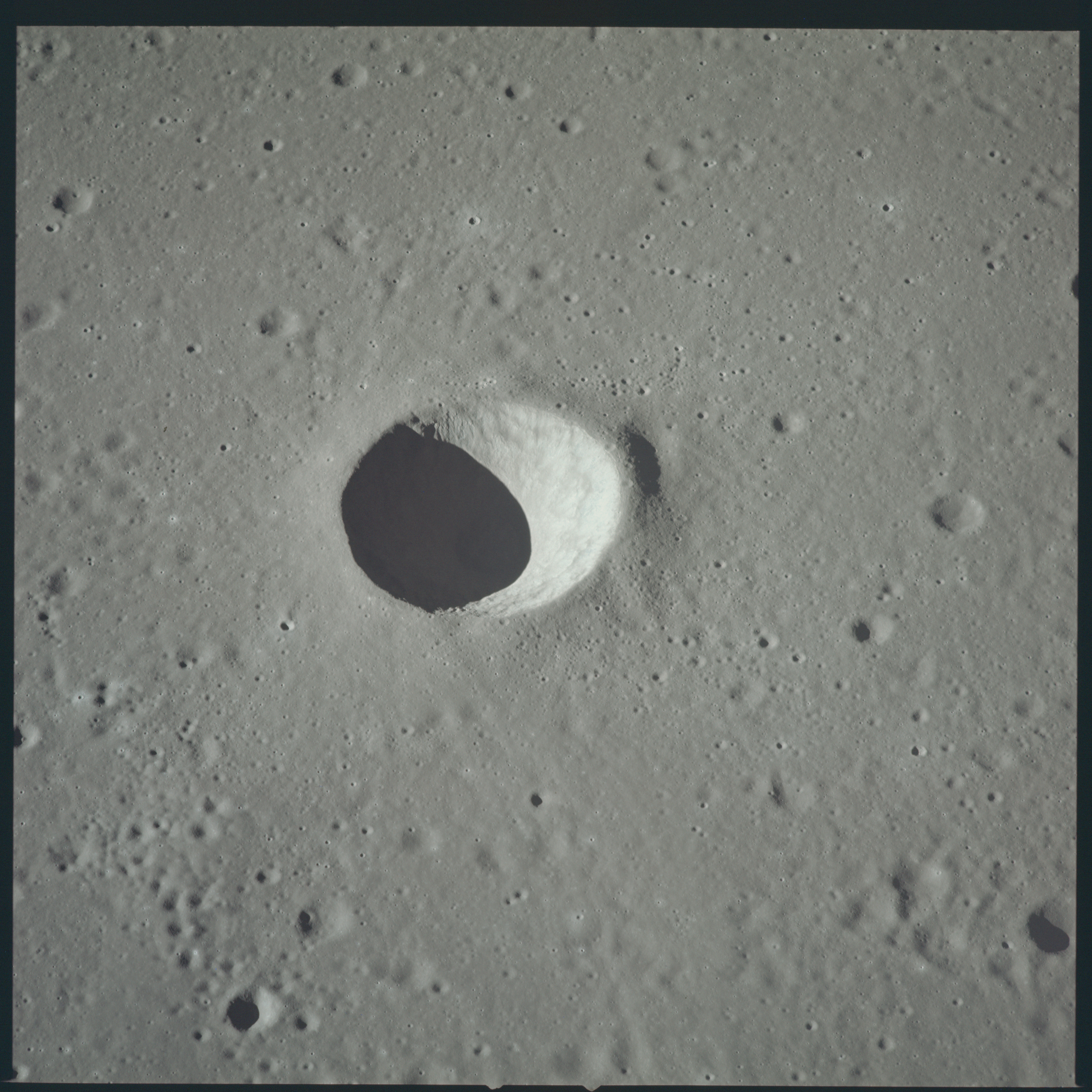
Cráter Ammonius (antiguo cráter Ptolemaeus A) Fotografía de la misión Apolo 12

Ptolemaeus es un antiguo cráter de impacto próximo al centro de la cara visible de la Luna, llamado así por Claudio Ptolomeo, escritor greco-romano, matemático, astrónomo, geógrafo y astrólogo.
Al sur-sureste, Ptolemaeus se une al borde del cráter Alphonsus a través de una sección de terreno rugoso e irregular, formando una cadena prominente con Arzachel al sur. Al sureste se halla Albategnius y al norte aparece Herschel, bien definido y algo más pequeño.
|  |

## Características
Las características de Ptolemaeus se destacan cuando el Sol está en ángulos bajos durante el primer y último tercio de la lunación. Con Luna llena, el Sol lo ilumina dverticalmente, y los contornos del cráter se vuelven más difíciles de discernir.
El cráter tiene un borde exterior bajo e irregular, que está muy desgastado y erosionado con múltiples cráteres más pequeños. El borde tiene una forma vagamente poligonal, aunque en general sus aspecto es circular. El más grande de los picos en el borde, designado Ptolemaeus Gamma (γ), tiene una altitud de 2.9 kilómetros y está situado en el sector noroeste del brocal. El cráter no tiene un pico central, su suelo está inundado por la lava, y carece de un sistema de marcas radiales. Este tipo de impactos se clasifican a menudo como llanuras amuralladas, debido a su semejanza con los maria.
El suelo de color oscuro de Ptolemaeus es notable por varios cráteres palimpsestos, formados donde la lava ha cubierto un cráter preexistente, quedando solamente una leve elevación donde se situaba el borde, y son difíciles de detectar excepto con ángulos bajos de la luz del Sol. También se ubican varios cráteres más pequeños en su interior, como Ammonius en el cuadrante noreste.
A ambos lados de este cráter aparecen cortes lineales e irregulares en la superficie lunar, formando rasgos parecidos a los de un valle. Estas características son aproximadamente paralelas entre sí e irradian desde la dirección del Mare Imbrium hacia el norte-noroeste.

## Cráteres satélite
Por convención estos elementos son identificados en los mapas lunares poniendo la letra en el lado del punto medio del cráter que está más cercano a Ptolemaeus.
|            | \| Ptolemaeus \| Coordenadas \| Diámetro \| \| ---------- \| ---------------------------- \| -------- \| \| B \| 7°54′S 0°42′O / -7.9, -0.7 \| 17 km \| \| C \| 10°06′S 3°18′O / -10.1, -3.3 \| 3 km \| \| D \| 8°12′S 2°30′O / -8.2, -2.5 \| 4 km \| \| E \| 10°12′S 4°30′O / -10.2, -4.5 \| 32 km \| \| G \| 7°06′S 0°06′E / -7.1, 0.1 \| 7 km \| \| H \| 7°06′S 5°24′O / -7.1, -5.4 \| 7 km \| \| J \| 9°36′S 5°24′O / -9.6, -5.4 \| 5 km \| \| K \| 8°12′S 4°36′O / -8.2, -4.6 \| 8 km \| \| L \| 8°48′S 4°00′O / -8.8, -4.0 \| 4 km \| \| M \| 9°24′S 3°24′O / -9.4, -3.4 \| 3 km \| \| O \| 7°12′S 3°36′O / -7.2, -3.6 \| 5 km \| \| P \| 11°24′S 3°12′O / -11.4, -3.2 \| 4 km \| \| R \| 6°42′S 1°12′O / -6.7, -1.2 \| 6 km \| \| S \| 10°30′S 0°30′O / -10.5, -0.5 \| 4 km \| \| T \| 7°30′S 0°00′E / -7.5, 0.0 \| 7 km \| \| W \| 9°06′S 1°24′E / -9.1, 1.4 \| 4 km \| \| X \| 10°54′S 0°18′E / -10.9, 0.3 \| 4 km \| \| Y \| 9°18′S 0°42′E / -9.3, 0.7 \| 6 km \| |          |
| Ptolemaeus | Coordenadas | Diámetro |
| B          | 7°54′S 0°42′O / -7.9, -0.7 | 17 km    |
| C          | 10°06′S 3°18′O / -10.1, -3.3 | 3 km     |
| D          | 8°12′S 2°30′O / -8.2, -2.5 | 4 km     |
| E          | 10°12′S 4°30′O / -10.2, -4.5 | 32 km    |
| G          | 7°06′S 0°06′E / -7.1, 0.1 | 7 km     |
| H          | 7°06′S 5°24′O / -7.1, -5.4 | 7 km     |
| J          | 9°36′S 5°24′O / -9.6, -5.4 | 5 km     |
| K          | 8°12′S 4°36′O / -8.2, -4.6 | 8 km     |
| L          | 8°48′S 4°00′O / -8.8, -4.0 | 4 km     |
| M          | 9°24′S 3°24′O / -9.4, -3.4 | 3 km     |
| O          | 7°12′S 3°36′O / -7.2, -3.6 | 5 km     |
| P          | 11°24′S 3°12′O / -11.4, -3.2 | 4 km     |
| R          | 6°42′S 1°12′O / -6.7, -1.2 | 6 km     |
| S          | 10°30′S 0°30′O / -10.5, -0.5 | 4 km     |
| T          | 7°30′S 0°00′E / -7.5, 0.0 | 7 km     |
| W          | 9°06′S 1°24′E / -9.1, 1.4 | 4 km     |
| X          | 10°54′S 0°18′E / -10.9, 0.3 | 4 km     |
| Y          | 9°18′S 0°42′E / -9.3, 0.7 | 6 km     |

El siguiente cráter ha sido renombrado por la UAI:
- Ptolemaeus A -  Véase  Ammonius.